# Шейла Лаво
Шейла Лаво (англ. Shayla LaVeaux), настоящее имя — Дана Лиа Кейси (англ. Dana Lea Casey; род. 27 декабря 1969, Флинт, Мичиган) — американская порноактриса и стриптизёрша.

## Ранние годы
Окончила Wheat Ridge High School.

## Карьера
В 18 лет Лаво начала танцевать стриптиз в Shotgun Willie’s, топлесс-баре в Глендейле, штат Колорадо. Затем она танцует на мальчишниках. Позже начинает сниматься для мужских журналов, таких как Playboy, Penthouse и Hustler, чтобы выстроить личный бренд. В 1992 году начинает сниматься в фильмах для взрослых. Её первая сцена была с её другом Алексисом Девелом, которого она сопровождала на съёмках, изначально не собиралась сниматься, но её спросили, хочет ли она заменить другого исполнителя, который не появился на работе. В 1993 году работает по контракту с режиссёром Полом Норманом. Также однажды работала по годичному контракту со студией VCA Pictures. Также озвучивала хентай.

## Награды
| Год  | Церемония       | Категория                           | Работа                               | Результат |
| ---- | --------------- | ----------------------------------- | ------------------------------------ | --------- |
| 1994 | Adam Film World | Новая старлетка                     |                                      | Победа    |
| 1994 | AVN Award       | Лучшая новая старлетка              |                                      | Победа    |
| 1994 | XRCO Award      | Новая старлетка                     |                                      | Победа    |
| 1997 | AVN Award       | Самая скандальная сексуальная сцена | Shock (с T. T. Boy и Винсом Войером) | Победа    |

- 2001 включена в Зал славы AVN[3]
- 2008 включена в Зал славы XRCO[7]